# Nazzareno Mezzetti
Nazzareno Mezzetti (Civitella Marittima, 28 marzo 1882 – Russia, 1943) è stato un sindacalista e politico italiano.

## Biografia
Conseguita la licenza liceale si mantiene agli studi universitari lavorando alla sede centrale del Monte dei Paschi di Siena, laureandosi in giurisprudenza. Interessato al sindacalismo fin da giovanissimo sostiene la campagna interventista e parte volontario nel corpo dei bersaglieri. 
A ostilità cessate è tra i fondatori del giornale l'Intervenuto e aderisce fin dalla fondazione ai Fasci italiani di combattimento. Dopo aver sostenuto la svolta fascista nel consiglio comunale di Siena appoggia la svolta sindacale perseguita dai fascisti e nel 1921 viene eletto per la prima volta deputato. L'anno successivo partecipa alla marcia su Roma al comando di una squadra senese. L'anno successivo è nominato segretario della Federazione delle corporazioni della provincia di Siena e promuove il Patto colonico della Toscana, una regolamentazione della gestione della rendita fondiaria.
Ha diretto le sedi della Cassa di Risparmio del Montepaschi a Empoli, Massa Marittima, Montevarchi e Portoferraio, ed è stato ispettore della sede centrale del Montepaschi, presidente della confederazione nazionale fascista dei sindacati bancari e dal 1925 membro del Gran consiglio del fascismo. 
Con l'appoggio di Edmondo Rossoni diventa segretario della Federazione sindacale di Ravenna e Bologna. Nel marzo 1927 è uno dei firmatari del Regolamento sindacale delle Confederazioni di datori di lavoro e di lavoratori emanato dal Gran Consiglio e nello stesso anno elabora uno schema di convenzione nazionale bancaria che incontra la piena approvazione di Giuseppe Bottai, sottosegretario al Ministero delle Corporazioni.
Partito nel 1942 per la Campagna italiana di Russia, muore sul fronte l'anno successivo.

## Opere
- Prefazione a M. Gallian, "Arpinati politico e uomo di sport", Roma 1928
- Prefazione a M. Carli, "Bottai e le corporazioni", Roma 1929
- "Idee sullo Stato corporativo", Roma 1929
- "Alfredo Rocco nella dottrina e nel diritto della rivoluzione fascista", Roma 1930
- "Tendenza attuali della funzione sociale dello Stato", Roma 1930
- "Mussolini e la questione sociale", Roma 1931
- "Mazzini visto con cuore fascista", Roma 1933
- "Un decennio di politica sociale del regime", Roma 1933
- "Mussolini per il suo popolo", Roma 1942.